# Paussac-et-Saint-Vivien
Paussac-et-Saint-Vivien is een gemeente in het Franse departement Dordogne (regio Nouvelle-Aquitaine) en telt 393 inwoners (1999). De plaats maakt deel uit van het arrondissement Périgueux.

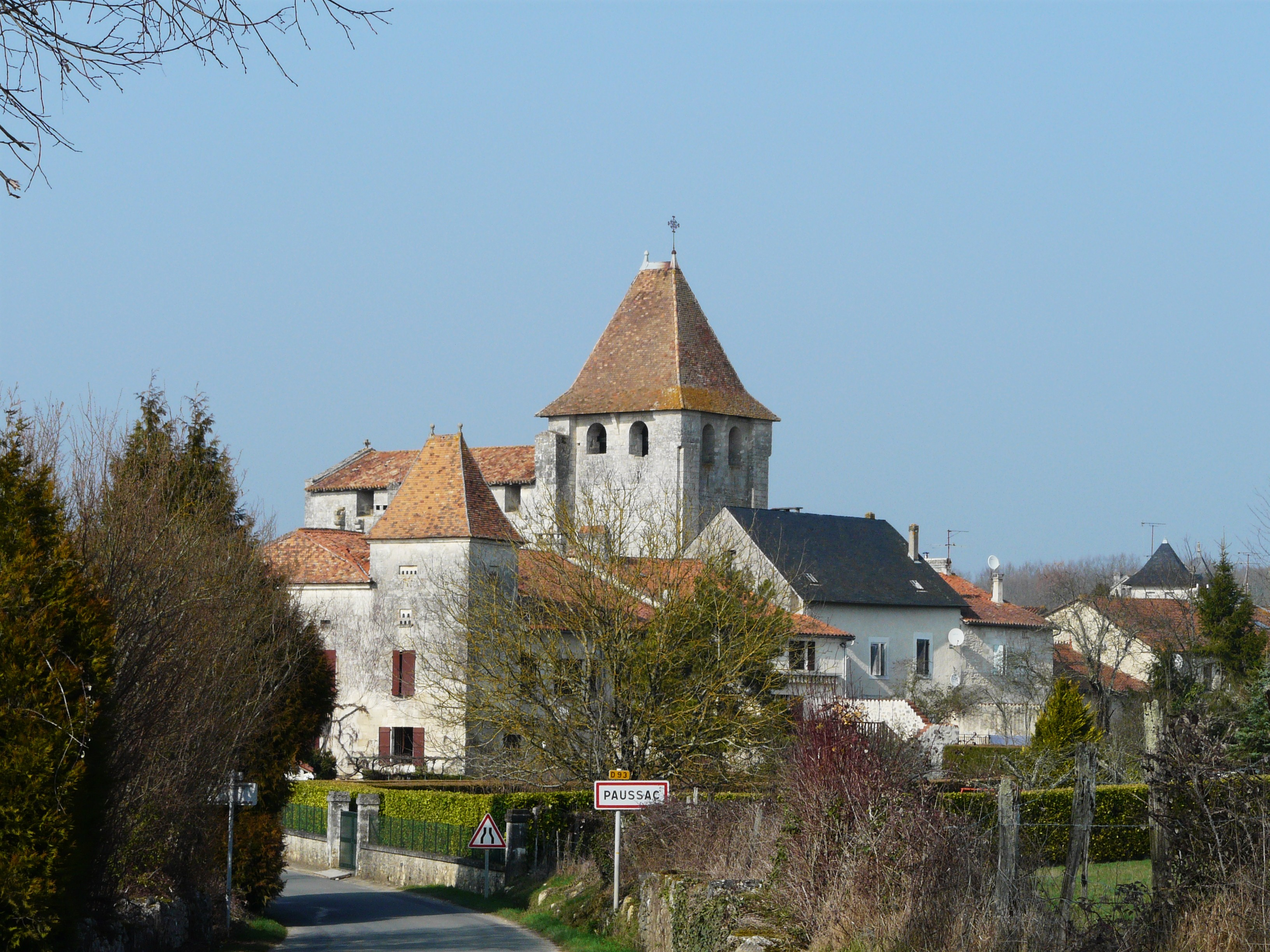
Paussac
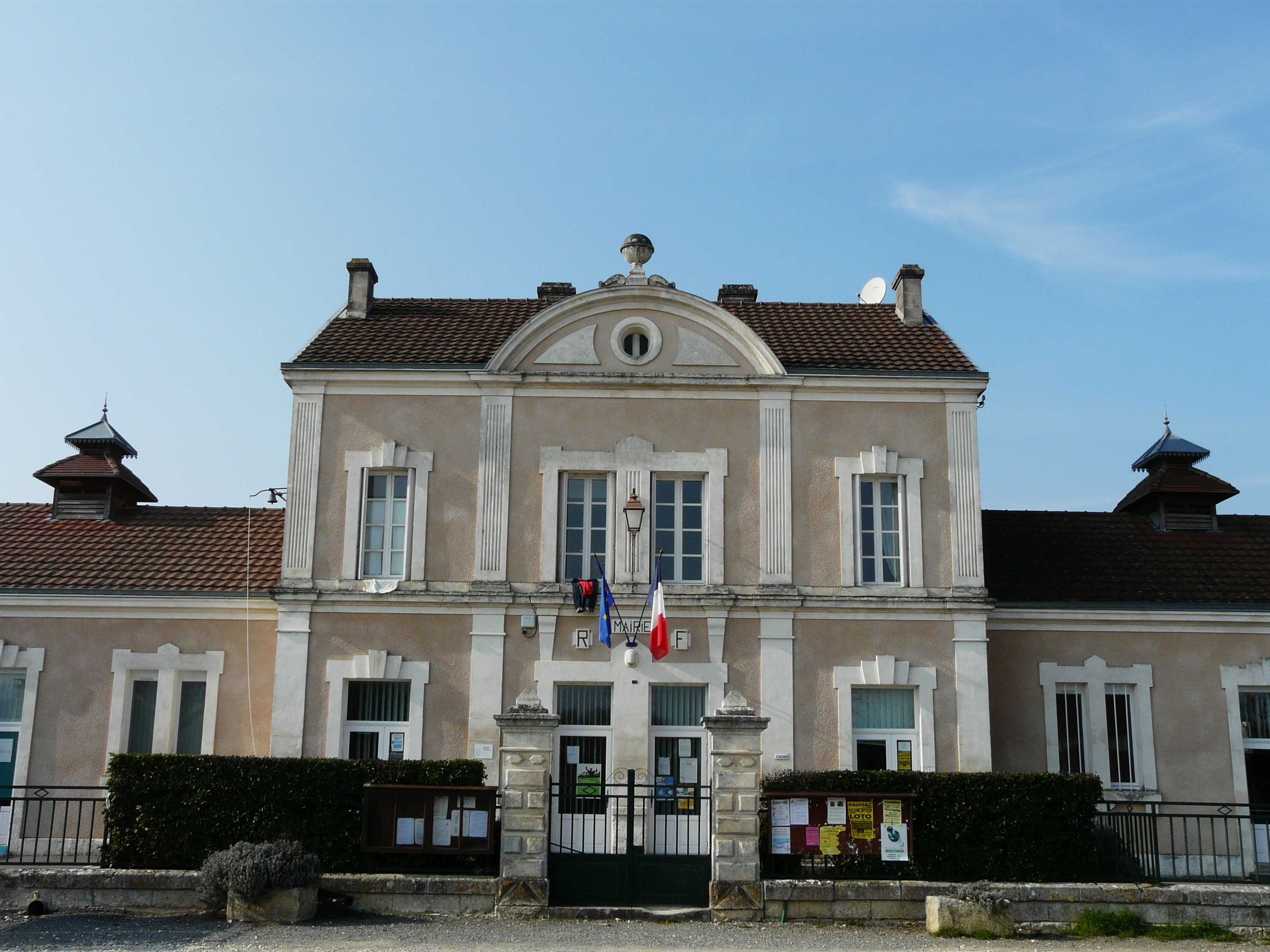
Gemeentehuis

## Geografie
De oppervlakte van Paussac-et-Saint-Vivien bedraagt 22,5 km², de bevolkingsdichtheid is 17,5 inwoners per km².
De onderstaande kaart toont de ligging van Paussac-et-Saint-Vivien met de belangrijkste infrastructuur en aangrenzende gemeenten.

## Demografie
Onderstaande figuur toont het verloop van het inwonertal (bron: INSEE-tellingen).